# 8731 Tejima
8731 Tejima eller 1996 WY är en asteroid i huvudbältet som upptäcktes den 19 november 1996 av den japanska astronomen Takao Kobayashi vid Ōizumi-observatoriet. Den är uppkallad efter Seiichi Tejima.